# Mozartite
La mozartite è un minerale.